# Skala TIMI

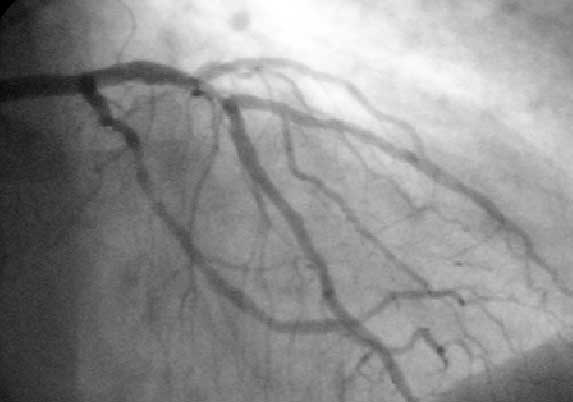
Obraz RTG uzyskany w trakcie koronarografii

Skala TIMI (ang. Thrombolysis In Myocardial Infarction) – skala służąca do oceny przepływu przez tętnice wieńcowe, polegająca na wzrokowej ocenie przepływu w trakcie wykonywania badania koronarograficznego. Służy do oceny przepływu nasierdziowego w czyli w naczyniach doprowadzających krew do mięśnia serca. Do oceny przepływów w roboczym mięśniu sercowym stosuje się skale: MBG oraz TMPG, służące do oceny przepływu w naczyniach mikrokrążenia.
Ma 4 stopnie:
- TIMI 0 – niedrożność naczynia, brak przepływu (zakontrastowania) naczynia w trakcie koronarografii
- TIMI 1 – przepływ znacznie upośledzony, częściowe zakontrastowanie naczynia dystalnie do miejsca zwężenia
- TIMI 2 – naczynie kontrastuje się całkowicie, przepływ przez naczynie zwolniony
- TIMI 3 – naczynie o prawidłowym przepływie